# 堀内勉
堀内 勉（ほりうち つとむ）は、森ビル取締役専務執行役員（CFO・アカデミーヒルズ担当）。多摩大学社会的投資研究所教授、副所長。専門は金融、不動産、法務。

## 概要
- 1979年 麻布高等学校卒業
- 1984年 東京大学法学部卒業
- 1988年 ハーバード大学法律大学院修士課程修了
- 日本興業銀行総合企画部、興銀証券（現：みずほFG）資本市場グループを経る。
- ゴールドマン・サックス証券に入社。資本市場部、法務部ヴァイス・プレジデント。
- 1999年 森ビルに入社。以来、六本木ヒルズのファイナンスや不動産ファンドの設立を含め、森ビルの財務戦略全般を担っている。
- 2005年 森ビル・インベストメントマネジメント代表取締役社長に就任し、森ヒルズリート投資法人を設立。
- 2007年 森ビル常務取締役CFO
- 2008年 森ビル専務取締役CFO
- 学校法人田村学園監事、公益社団法人経済同友会幹事、各種NPOの理事やアドバイザー等も務める。

## 著書
- 『読書大全 世界のビジネスリーダーが読んでいる経済・哲学・歴史・科学200冊』（2021/4/1、日経BP）ISBN：9784296000166